# Orbea (equipa ciclista)
O Grupo Desportivo Orbea-Danena foi uma estrutura que manteve um equipa ciclista espanhola, profissional desde 1984 até 1989 depois de ter sido previamente aficionado. O seus impulsores foram Peli Egaña (patrão da marca de bicicletas Orbea) e Patxi Alkorta (responsável pela Sociedade Desportiva Danena).
A equipa foi mudando o seu nome de competição em função dos patrocinadores, que incluíram marcas como Gin MG, Seat, Caja Rural ou Paternina. A equipa Artiach tomou o seu relevo no pelotão, até 1995.

## Precedentes da Orbea
A Orbea já tinha patrocinado de forma individual a ciclistas durante muitos anos em diferentes categorias, começando com profissionais nos anos 1930, entre os que destacam Ricardo Montero, Luciano Montero e Mariano Cañardo.
Já nos anos 1970 formou a sua primeira equipa de primeiro nível, do que fazia parte como líder da equipa Miguel Mari Lasa.

## História da equipa

### Ciclismo aficionado
Peli Egaña (presidente do fabricante de bicicletas Orbea) e Patxi Alkorta (responsável pelo S. D. Danena, de Cizúrquil) fundaram nos anos 1970 uma equipa ciclista aficionado, no que supôs o início da associação. A formação contava com Jokin Mujika, protegido de Alkorta desde juvenis (com a equipa Insalus), como principal figura.
A esquadra guipuzcoana converteu-se numa das mais potentes do pelotão amador basco-navarro, sendo os seus principais rivais na categoria o Reynolds navarro (com Miguel Indurain em suas fileiras), o Cafés Baque vizcaíno (com Julián Gorospe como líder) e o Gurelesa/Kaiku dirigido por Iñaki Juanikorena.

### Ciclismo profissional (1984-1989)
Durante os anos 1980, recuperou-se novamente a equipa profissional patrocinado pela marca guipuzcoana, sendo 1984 a primeira temporada na que correram o calendário profissional. Durante vários anos, Orbea manteve-se patrocinando a equipa, em ocasiões como patrocinador principal e às vezes como secundário, compartilhando espaço publicitário com Gin MG, Seat, Caja Rural e Paternina. Em 1990, depois de umas longas negociações, conseguiram o apoio económico do fabricante de bolachas Artiach. Esta formação não apresenta relação com a equipa Orbea formado durante os anos 2000, excepção feita do patrocinador.

#### Orbea, Gin MG e Seat (1984-1986)
A equipa nasceu em 1984, fundado por Peli Egaña e Patxi Alkorta, com Orbea como patrocinador, e baixo a direcção de Txomin Perurena e Francisco Giner. Uns jovens Jokin Mujika e Pello Ruiz Cabestany eram alguns dos nomes mais destacados. Entre os triunfos mais destacados da equipa em seu primeiro ano como profissional, se encontram uma etapa na Volta à Comunidade Valenciana vencida por Cabestany, uma etapa na Volta ao País Basco vencida por Jon Koldo Urien e a classificação de montanha da Volta a Espanha, na qual se impôs Felipe Yáñez.
Em 1985, a esquadra contou com o copatrocínio de Gin MG e Seat, o primeiro para as carreiras espanholas e o segundo para o Tour e o resto de carreiras no estrangeiro, ao não estar permitida a publicidade de bebidas alcohólicas. Naquele ano a equipa contou com o contrato do segoviano Pedro Delgado, o qual conseguiu nada menos que ganhar uma etapa e a classificação geral da Volta ciclista a Espanha. Felipe Yáñez, com uma etapa na Volta a Múrcia, e Cabestany, com uma etapa na Volta a Espanha (também terminou 4.º na geral) e a geral da Volta ao País Basco, fecharam o mais destacado do palmarés de Orbea em 1985.
Em 1986, Seat fez-se com o patrocínio da equipa, com Orbea como patrocinador secundário. Ante a baixa de Perico Delgado, a equipa reforçou-se com o vizcaíno Marino Lejarreta.
Naquele ano, os velocistas da equipa começaram a conseguir os primeiros resultados importantes, com etapas em La Rioja e Múrcia de Manuel Jorge Domínguez, e no Volta à Romandia de Mathieu Hermans. Lejarreta, pela sua vez, impôs a sua lei na Subida ao Naranco e na Volta a Burgos. Outras vitórias destacáveis daquele ano foram a de Antonio Esparza no Troféu Masferrer e Jaime Vilamajó na Hucha de Ouro.
Na Volta a Espanha, dois integrantes da equipa ganharam etapas: Manuel Jorge Domínguez, na 2.ª com final em Barcelona, e Marino Lejarreta, que venceu na cronoescalada ao Alto do Naranco. Na geral, Lejarreta terminou 5.º e Cabestany, 6.º.

#### Caja Rural e Paternina (1987-1989)
Ao começo da temporada de 1987, fez-se público que a marca Seat deixaria de patrocinar à equipa profissional, ainda que manter-se-ia unido às categorias inferiores. Até abril do mesmo ano, em vésperas da Volta a Espanha, o conjunto não encontrou novo patrocinador, quando o encontrou na figura de Caja Rural. No âmbito desportivo, a estrutura da equipa manteve-se sem grandes mudanças. O sprinter neerlandês Hermans contribuiu três etapas na Volta à Comunidade Valenciana, outra na Volta aos Países Baixos e o triunfo na Paris-Camembert. Lejarreta voltou a cumprir o seu papel de chefe de filas, com triunfos na Euskal Bizikleta, a Volta a Burgos, a Subida a Urkiola e a Clássica de San Sebastián. Cabestany impôs-se na Volta a Múrcia, onde conseguiu dois triunfos parciais, e Jokin Mujika fez o próprio na Volta a Galiza. Pascal Jules e Manuel Murga também coseguiram sendas etapas na Volta à Andaluzia e a Volta às Astúrias, respectivamente.
Na Volta a Espanha, Antonio Esparza impôs-se em duas etapas, a 9.ª e a 15.ª, enquanto Jaime Vilamajó impôs-se na 22.ª etapa, com final em Madrid.
Em 1988, excetuando o contrato de alguns ciclistas europeus, a esquadra voltou a manter-se estável. Hermans continuou demonstrando os seus excelentes dotes no sprint, conseguindo até doze triunfos em competições de relevância como Semana Catalã, Volta aos Países Baixos, Volta à Catalunha, Volta a Valência e Volta a Múrcia. Lejarreta registou os triunfos de Subida a Urkiola, Volta a Galiza e Volta a Burgos, enquanto Mújika adjudicou-se a Euskal Bizikleta.
Na Volta a Espanha, foi também o velocista Hermans quem mais destacou, ao ganhar seis etapas, incluindo a última com final em Madri, apesar do qual, só pôde acabar 2.º na classificação por pontos.
Em 1989, as vitórias de etapa de Mathieu Hermans em Volta à Catalunha e Tour de France, junto ao triunfo na geral de Lejarreta na Volta são o mais destacado do palmarés da formação espanhola. Na Volta a Espanha, de novo voltou a brilhar Hermans, ainda que desta vez ficou em sozinho três triunfos de etapas, voltando a terminar 2.º na classificação por pontos.

#### Artiach (1990-1995)
Em meados da temporada de 1989, a empresa vinícola Paternina tomou o relevo da entidade bancária, com possibilidade de assinar por outro ano mais, ainda que finalmente não teve acordo entre ambas partes, o que deixava à equipa numa difícil situação. Nas mesmas datas, uma das suas principais figuras, Marino Lejarreta, anunciava que não continuaria na equipa a temporada seguinte. Poucos dias depois, ante a incapacidade de assegurar um patrocinador, Jokin Mujika anunciou o seu contrato pela equipa Banesto.
A 29 de dezembro soube-se que a equipa receberia apoio por parte da campanha publicitária 'Alimentos da Espanha', ainda que o nome concreto demorou várias semanas em se especificar. Em abril, finalmente, chegou-se ao afastamento do patrociandor, passando a competir com o patrocínio de Artiach, publicidade baixo a qual a equipa competiu até 1995.

## Sede
A estrutura baseava-se na do S. D. Danena, uma entidade desportiva de Zizurkil (Guipúscoa).

## Palmarés

### Principais vitórias
- Volta a Espanha de 1985
- Clássica de San Sebastián 1987
- Volta à Catalunha 1989

## Elenco
Para anos anteriores, veja-se Elencos da Orbea

### Principais corredores
- Pedro Delgado
- Mathieu Hermans
- Marino Lejarreta
- Jokin Mujika
- Pello Ruiz Cabestany